# Propionian sodu
Propionian sodu – organiczny związek chemiczny, sól sodowa kwasu propionowego. Konserwant żywności o numerze E281. Charakteryzuje się łagodnym smakiem i zapachem. Szczególnie aktywny w stosunku do bakterii Bacillus mesentericus i laseczki siennej B. subtilis. Działa w środowisku kwaśnym (pH < 5,0), aktywność traci w pH > 6,0. Zapobiega także rozwojowi pleśni.
Propionian sodu jest bardzo dobrze rozpuszczalny w wodzie, słabo w etanolu. Jest bezpieczny dla środowiska i szybko ulega biodegradacji.